# 로슈비츠교

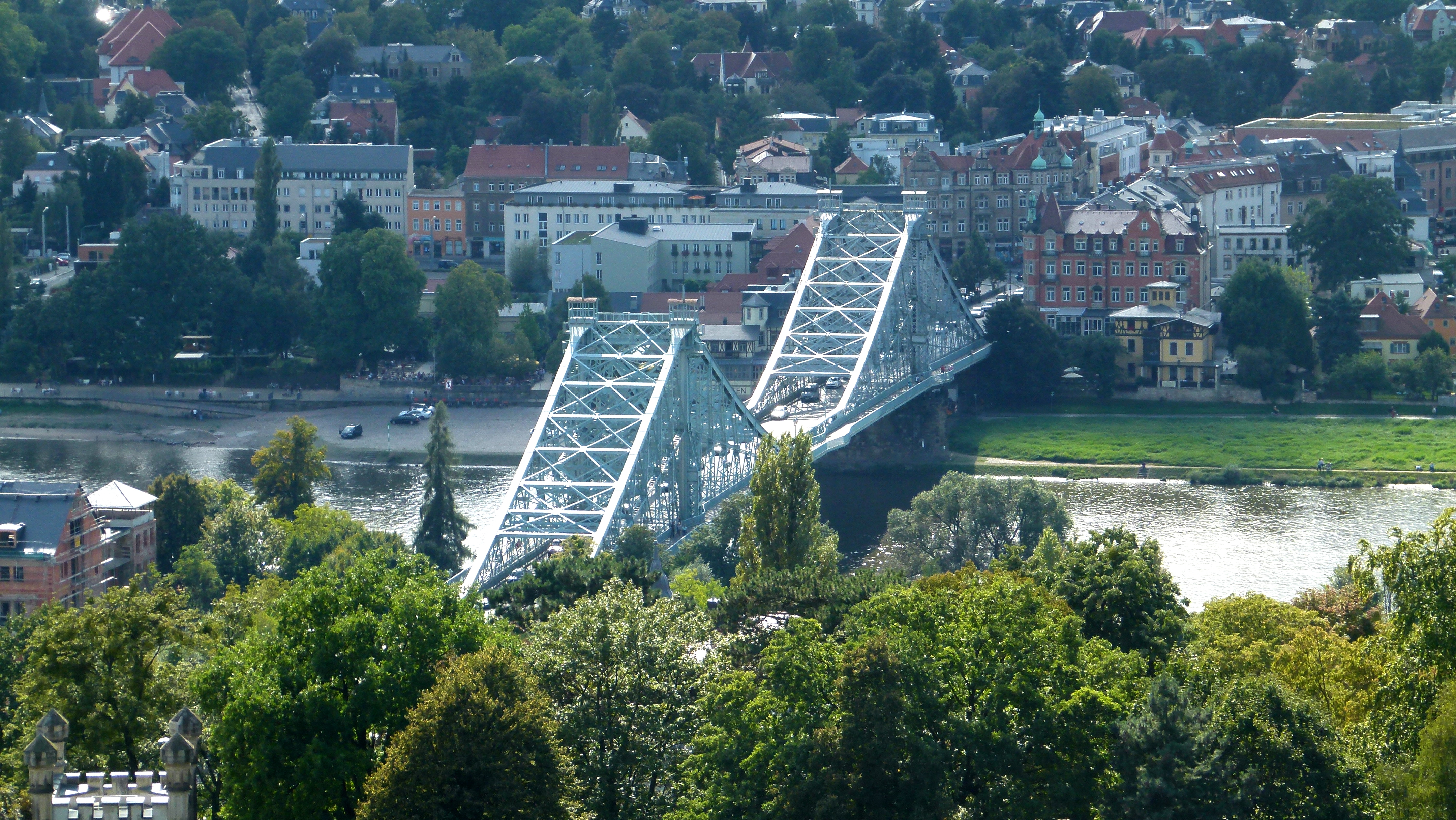
발트슐뢰스헨교 (2013년)

로슈비츠교(독일어: Loschwitzer Brücke) 또는 블라우에스 분더(독일어: Blaues Wunder→파란 기적)는 독일 작센주 드레스덴에 있는 엘베강을 가로지르는 트러스교다. 이 교량은 1900년경 유럽에서 가장 비싼 두 개의 부유한 주거 지역인 블라제비츠와 로슈비츠를 연결한. 이 이름은 교량의 원래 색깔과 당시 기술적 기적으로 인해 불리는 이름이다.
공사는 2년이 걸렸고 1893년에 225만 골드마르크의 비용으로 완공되었으며 작센의 알베르트 왕을 기리기 위해 쾨니히알베르트교라는 이름이 붙었다. 19세기에는 강 교각을 지탱하지 않는 이 길이의 다리는 기술적 걸작으로 여겨졌다. 오늘날에는 기술이 덜 기적으로 여겨지지만 이 다리는 여전히 도시에서 많은 사랑을 받는 상징으로 여겨진다.
제2차 세계 대전이 끝나갈 무렵, SS가 다리를 파괴하려고 시도했지만 두 사람이 폭발 장치를 끊으면서 막혔다. 원래 구조 그대로 보존되었지만, 최근 몇 년 동안 구조물이 오래되어 일부 교통 제한이 발생했다. 2013 년 8월 26일 발트슐뢰스헨교가 개통되기 전까지는 도심 동쪽에 있는 유일한 엘베강 교차로였다.